# Pennsylvania Railroad classe AA1
A PRR classe AA1, foi uma classe de apenas duas unidades de locomotivas elétricas para serem usadas como uma plataforma de testes experimentais, para locomotivas maiores que viriam com a eletrificação da ferrovia Pennsylvania Railroad. Foram construídas no Terminal de Altoona, pertencente à ferrovia. A construção teve assistência da companhia Westinghouse. Ambas as duas unidades permaneceram em uso até a década de 1930.

## História
No início dos anos de 1900, a Pennsylvania Railroad embarcou em um grande programa para melhorar seu acesso à cidade de Nova York. A Extensão dos túneis de Nova Iorque compreendia túneis e acessos de New Jersey e Long Island a Midtown Manhattan, levando à enorme nova estação da PRR, a New York Penn Station. Era óbvio que as locomotivas a vapor seriam inadequadas para operação prolongada no subsolo, então a PRR começou a experimentar a eletrificação de 600 V DC, que já havia sido colocada em operação em outros lugares pela Baltimore and Ohio Railroad e pela New York, New Haven and Hartford Railroad.